# Germinal-La Barricata
Germinal-La Barricata foi um periódico anarquista publicado no Brasil em 1913 em português e italiano por Florentino de Carvalho.